# تأثير أمومي
التأثير الأمومي هو الحالة التي يحدد بها النمط الظاهري للكائن ليس فقط من خلال البيئة التي يمر بها والنمط الجيني الخاص به، بل أيضًا من خلال البيئة والنمط الجيني لأمه. في علم الوراثة، تحدث التأثيرات الأمومية عندما يُظهر الكائن الحي النمط الظاهري المتوقع من النمط الجيني للأم، بغض النظر عن التركيب الوراثي الخاص به، غالبًا بسبب قيام الأم بتزويد البويضة بحمض الريبي المرسال أو البروتينات. يمكن أن تحدث تأثيرات الأمهات أيضًا بسبب بيئة الأم المستقلة عن النمط الجيني، والتي تتحكم أحيانًا في حجم أو جنس أو سلوك النسل. تؤدي هذه التأثيرات التكيفية على الأم إلى ظهور أنماط ظاهرية للنسل تزيد من لياقتهم البدنية. علاوة على ذلك، فإنه يقدم مفهوم اللدونة المظهرية، وهو مفهوم تطوري مهم. لقد اقترح أن تأثيرات الأمهات مهمة لتطوير الاستجابات التكيفية لعدم التجانس البيئي.

## في علم الوراثة
في علم الوراثة، يحدث التأثير الأمومي عندما يحدد النمط الظاهري للكائن الحي بواسطة النمط الجيني لأمه. على سبيل المثال، إذا كانت الطفرة عبارة عن تأثير أمومي متنحي، فقد تظهر أنثى متماثلة اللواقح للطفرة طبيعية نمطية، ومع ذلك سيُظهر نسلها النمط الظاهري للطفرة، حتى لو كانت متغايرة الزيجوت للطفرة.
|                                              |                                              |                                      |                                      |
| تظهر جميع النسل النمط الظاهري من النوع البري | تظهر جميع النسل النمط الظاهري من النوع البري | تظهر جميع النسل النمط الظاهري الطافر | تظهر جميع النسل النمط الظاهري الطافر |

تهجينات وراثية تنطوي على طفرة متنحية ذات تأثير أمومي، م. يحدد النمط الوراثي للأم النمط الظاهري للنسل.
غالبًا ما تحدث التأثيرات الأمومية لأن الأم تزود البويضة بمفرز أو بروتين معين من الرنا المرسال، ومن ثم يحدد جينوم الأم ما إذا كان الجزيء يعمل أم لا. إن إمداد الأمهات بالـ mRNAs للجنين المبكر مهم، كما هو الحال في العديد من الكائنات الحية، يكون الجنين في البداية غير نشط نسبيًا. بسبب النمط الوراثي لطفرات تأثير الأم، يلزم إجراء فحوصات وراثية خاصة للتعرف عليها. تتضمن هذه عادة فحص النمط الظاهري للكائنات بعد جيل واحد من الفحص التقليدي (الزيجوت)، حيث من المحتمل أن تكون أمهاتهم متماثلة اللواقح لطفرات تأثير الأم التي تنشأ.

### في مرحلة التطور الجنيني المبكر لذبابة الفاكهة
تتطور بيضة ذبابة الفاكهة الصباغية في حجرة بيضة مرتبطة ارتباطًا وثيقًا بمجموعة من الخلايا تسمى الخلايا الممرضة. تنحدر كل من البويضات والخلايا الممرضة من خلية جذعية واحدة من السلالة الجرثومية، ولكن الحركية الخلوية غير مكتملة في هذه الانقسامات الخلوية، ويتصل السيتوبلازم للخلايا الممرضة والبويضة بواسطة هياكل تُعرف باسم القنوات الحلقية. تخضع البويضة فقط للانقسام الاختزالي وتساهم في الحمض النووي للجيل القادم.
عثر على العديد من طفرات ذبابة الفاكهة ذات التأثير الأمومي التي تؤثر على الخطوات المبكرة في التطور الجنيني مثل تحديد المحور، بما في ذلك bicoid وdorsal و gurken و oskar. على سبيل المثال، تفشل أجنة الأمهات المتماثلة اللواقح في إنتاج هياكل الرأس والصدر.
بمجرد تحديد الجين الذي قد عطل في طفرة bicoid، تبين أن bicoid mRNA ينسخ في الخلايا الممرضة ثم ينقل إلى البويضة. تؤثر طفرات تأثير الأم الأخرى إما على المنتجات التي تنتج بالمثل في الخلايا الممرضة وتعمل في البويضة، أو أجزاء من آلية النقل المطلوبة لعملية إعادة التموضع هذه. نظرًا لأن هذه الجينات يعبر عنها في خلايا الممرضة (الأم) وليس في البويضة أو الجنين المخصب، فإن النمط الوراثي للأم يحدد ما إذا كان بإمكانها العمل.
يعبر عن جينات التأثير الأمومي أثناء تكوين البويضات من قبل الأم (معبرًا عنها قبل الإخصاب) وتطور القطبية البطنية الأمامية والخلفية والظهرية للبيضة. تصبح النهاية الأمامية للبيضة هي الرأس؛ النهاية الخلفية تصبح الذيل. الجانب الظهري في الأعلى. الجانب البطني في الأسفل. تنتج منتجات جينات التأثير الأمومي التي تسمى mRNAs الأم من قبل الخلايا الممرضة وخلايا الجريب وترسب في خلايا البويضات (البويضات). في بداية عملية التطوير، تتشكل تدرجات الرنا المرسال في البويضات على طول المحاور البطنية الأمامية والخلفية والظهرية.
حدد نحو ثلاثين جينًا أموميًا متورطًا في تكوين الأنماط. على وجه الخصوص، تعد منتجات أربعة جينات ذات تأثير أمومي حاسمة في تكوين المحور الأمامي الخلفي. نتاج اثنين من الجينات ذات التأثير الأمومي، وهما bicoid وhunchback، ينظمان تكوين البنية الأمامية بينما يحدد زوج آخر من النانو والذيلية البروتين الذي ينظم تكوين الجزء الخلفي من الجنين.
تصنع نسخة الجينات الأربعة - bicoid، وhunchback، وcaudal، وnanos بواسطة خلايا ممرضة وخلايا بصيلات وتنقل إلى البويضات.

### في الطيور
في الطيور، قد تنقل الأمهات هرمونات في بيضها تؤثر على نمو وسلوك النسل. أظهرت التجارب في جزر الكناري المحلية أن البيض الذي يحتوي على المزيد من الأندروجينات الصفار يتطور إلى كتاكيت تُظهر المزيد من الهيمنة الاجتماعية. لوحظ تباين مماثل في مستويات الأندروجين المحي في أنواع الطيور مثل طائر الطائر الأمريكي، على الرغم من أن آلية التأثير لم تحدد بعد.